# Léonce-Charles-Désiré Gontard de Launay
Léonce-Charles-Désiré Gontard de Launay, né le 2 décembre 1859 à Nantes, est un homme de lettres et généalogiste français du XIXe siècle.

## Biographie
À la suite de son mariage avec Yvonne de Bruc de Montplaisir en 1883, fille du marquis Édouard de Bruc, il devient le propriétaire du Château de Bois-Bernier, situé dans la commune de Noëllet dans le Maine-et-Loire.
Il fut délégué de la société d'horticulture d'Angers, contributeur au journal Angers-artiste de 1898 à 1903, au Petit courrier, à La gazette de Segré et à la Revue des traditions populaires à Paris.
En 1909, il habite rue Bel-Air à Angers. Les alliances de la famille Gontard sont les ; Cassin de la Loge, du Chesne, de Denant, de Candé, Gouin d'Ambrières, de Coulonges, Benoist-d'Azy.

### 1888
- Les Avocats d'Angers, de 1250 à 1789, par Gontard de Launay, Angers  imprimerie Germain et G. Grassin[8].

### 1889
- Une famille de chirurgiens, par Gontard de Launay, généalogie de la famille Chevreul[11]depuis la fin du XVIe siècle, imprimerie Lachèse et Dolbeau, Angers.

### 1893
- Essai généalogique sur la maison Le Febvre de Laubrière d'après son dossier aux archives de Maine-et-Loire, Revue historique de l'Ouest[12]

### 1893-1899
- Recherches généalogiques et historiques sur les familles des maires d'Angers, accompagnées de pièces inédites provenant des archives départementales et de la bibliothèque de la ville, Angers, Lachèse, 1893-1899[8],[13],[14]

## Sources
- Bibliothèque nationale de France, catalogue général